# Hypochthonius rufulus
Hypochthonius rufulus (лат.) — вид панцирных клещей семейства Hypochthoniidae из надотряда акариформные. Встречаются почти космополитно: Европа, Сибирь, Дальний Восток, Северная Америка (Канада, США), Казахстан, Монголия, Китай, Корея, Япония. Афротропика, Неотропика. Микроскопического размера клещи, длина менее 1 мм (длина 625—645 мкм, ширина 308—324 мкм). Основная окраска тела тёмно-жёлтая. Трихоботрии несут от 6 до 8 боковых щетинок. Все пары ног имеют лапки с одним коготком. Нотогастр с 1 поперечной бороздкой, разделён на два щита. Обитает в почве.
Hypochthonius rufulus широко распространён в лесах и торфяниках по всей Геоларктике. Он ацидофилен и нетерпим к экстремальным температурам и засухе. Известно, что он питается грибами и, возможно, бактериями, но некоторые лабораторные наблюдения и анализ содержимого кишечника этого вида и H.luteus позволяют предположить, что эти клещи являются некрофагами, питаясь мелкими мертвыми почвенными беспозвоночными.